# Dystrykt Mukono
Dystrykt Mukono – dystrykt w południowej części Ugandy, którego siedzibą administracyjną jest miasto Mukono. W 2014 roku liczy 596,8 tys. mieszkańców.
Dystrykt Mukono graniczy z następującymi dystryktami: na północy z Kayunga, na wschodzie z Buikwe, na południowym–zachodzie z Kalangalą, na zachodzie z Wakiso i na północnym–zachodzie z Luweero. Na południu przez Jezioro Wiktorii przylega do Republiki Tanzanii.